# Ehud Barak
Ehud Barakⓘ, ur. jako Ehud Borg (ur. 12 lutego 1942 w Miszmar ha-Szaron) – izraelski polityk i wojskowy, premier w latach 1999–2001, wicepremier, minister i poseł, w latach 2007–2011 lider Izraelskiej Partii Pracy. Stał na czele dwudziestego ósmego rządu Izraela.
Przed rozpoczęciem kariery politycznej przez wiele lat służył w Siłach Obronnych Izraela. W latach 1991–1995 był szefem Sztabu Generalnego Sił Obronnych Izraela.

## Życie prywatne
Urodził się jako Ehud Borg w kibucu Miszmar ha-Szaron, położonym na równinie Szaron w centralnym regionie mandatowej Palestyny. Był najstarszym z czterech synów Estery i Israela Borgów. Jego dziadkowie ze strony ojca, Frieda i Reuwen Borg, zostali zamordowani w 1912 w Puszołatach na Litwie (wówczas Imperium Rosyjskie). Dziadkowie ze strony matki, Elka i Szmuel Godin zginęli w obozie zagłady Żydów w Treblince podczas Holocaustu.
Ehud zmienił nazwisko w 1959. Podczas służby wojskowej poznał swoją przyszłą żonę, Nawę z domu Kohen. Rozwiedli się w sierpniu 2003. Następnie, 30 lipca 2007 Ehud poślubił Nili Priel.

## Kariera zawodowa

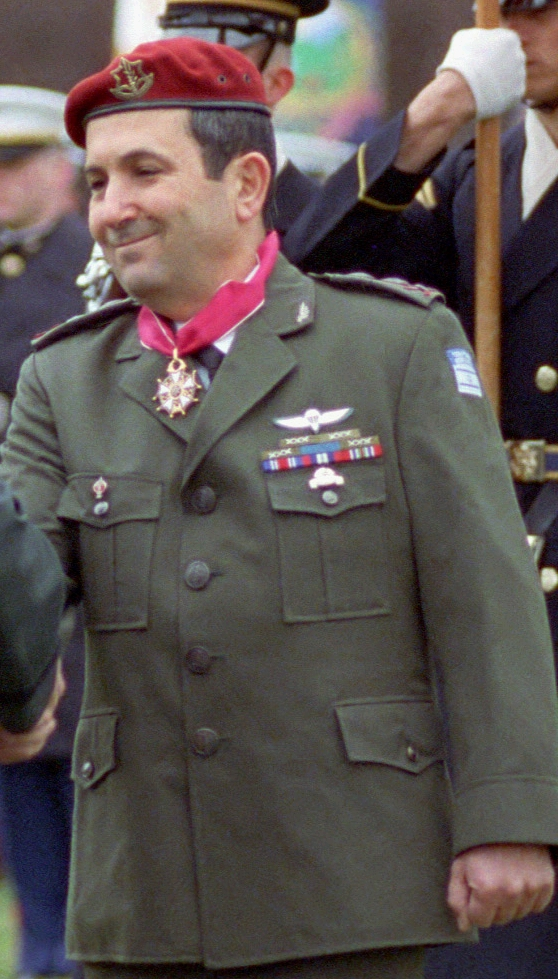
Gen. Ehud Barak podczas uroczystości odznaczenia medalem Legion of Merit

### Służba wojskowa
Ehud Barak w dniu 8 listopada 1959 wstąpił do Sił Obronnych Izraela. Po przejściu podstawowego szkolenia wojskowego rozpoczął służbę w 9 Batalionie Piechoty. Bardzo szybko został dostrzeżony przez dowódców i zakwalifikowany do elitarnej jednostki Sajjeret Matkal. Z tego okresu służby niewiele informacji zostało odtajnionych. Wiadomo, że w latach 1963–1964 uczestniczył jako dowódca grupy rekonesansowej w operacjach „Haluc” i „Szrakrak” w Egipcie, podczas których izraelscy komandosi zdobyli informacje wywiadowcze o dyslokacji egipskich wojsk. Operacje te zostały uznane za kluczowe do osiągnięcia zwycięstwa w wojnie sześciodniowej w 1967. W maju 1972 w przebraniu technika uczestniczył w akcji uwolnienia zakładników z porwanego samolotu „Sabena”. W kwietniu 1973 w przebraniu kobiety osobiście uczestniczył w operacji „Źródło Młodości” w centrum Bejrutu (Liban). W jej trakcie zabito najważniejszych członków palestyńskiej organizacji terrorystycznej Czarny Wrzesień, którzy odpowiadali za zamach na izraelskich olimpijczyków w Monachium. Pierwsze wyróżnienie Medalem za Wybitną Służbę otrzymał w 1963 za przeprowadzenie tajnej operacji wywiadowczej na terytorium Syrii. Okoliczności przyznania pozostałych odznaczeń są utajnione. W latach 1971–1973 Ehud Barak dowodził jednostką Sajjeret Matkal.
W trakcie trwania służby wojskowej, w 1968 zdobył licencjat z fizyki i matematyki na Uniwersytecie Hebrajskim w Jerozolimie. W 1973 Barak rozpoczął studia inżynierskie na Uniwersytecie Stanforda (w Stanach Zjednoczonych). Na wieść o wybuchu wojny Jom Kipur pośpiesznie powrócił do Izraela i objął dowództwo nad 100. Batalionem Pancernym. Był to pośpiesznie zebrany batalion czołgów, utworzony z żołnierzy rezerwy. Mimo to Barak brawurowym manewrem na Synaju uratował batalion spadochroniarzy dowodzony przez Icchaka Mordechaja. Po wojnie objął dowództwo 401. Brygady Pancernej, a następnie dowodził rezerwową dywizją pancerną. W 1978 zdobył tytuł magistra w inżynierii systemów gospodarczych na Uniwersytecie Stanforda w Palo Alto w Kalifornii.
W 1982 awansował na pułkownika (alluf miszne) i został mianowany szefem Dyrekcji Planowania Sił Obronnych Izraela. Podczas wojny libańskiej był zastępcą dowódcy wschodniej kolumny. W 1983 został szefem wywiadu wojskowego Aman, a następnie w 1986 został powołany do Dowództwa Północnego. W latach 1987–1991 był zastępcą szefa sztabu generalnego. W okresie tym odpowiadał za działania jednostek specjalnych na Zachodnim Brzegu.

#### Szef Sztabu Generalnego
W dniu 1 kwietnia 1991 otrzymał awans na generała porucznika (raw alluf) i został 14. szefem Sztabu Generalnego Sił Obronnych Izraela.
Jako szef sztabu był odpowiedzialny za bezpieczne realizowanie uzgodnień dotyczących wycofania izraelskich wojsk z Gazy i Jerycha w ramach zawartego w 1993 porozumienia z Oslo. Następnie brał udział w sformowaniu wojskowej części traktatu pokojowego z Jordanią, który został podpisany w 1994. W tym samym roku uczestniczył także w rozmowach z Syrią i Libanem. W dniu 1 stycznia 1995 ustąpił z urzędu szefa Sztabu Generalnego.

### Kariera polityczna
Po zakończeniu kariery wojskowej Ehud Barak zaangażował się w życie polityczne w Izraelskiej Partii Pracy. W dniu 7 lipca 1995 premier Icchak Rabin mianował Baraka ministrem spraw wewnętrznych. Rabin został jednak zamordowany 4 listopada 1995. Gdy Szimon Peres tworzył nowy rząd, Barak ponownie został ministrem spraw wewnętrznych. Pełnił swoje obowiązki do 1996, kiedy to został wybrany do XIV Knesetu i zaangażował się w działalność parlamentarnego komitetu spraw zagranicznych i obrony. Po wewnętrznych wyborach w Izraelskiej Partii Pracy w czerwcu 1997 został jej przywódcą. Na konwencji partii we wrześniu 1997 przeprosił jej członków za błędy popełnione w przeszłości.

#### Premier

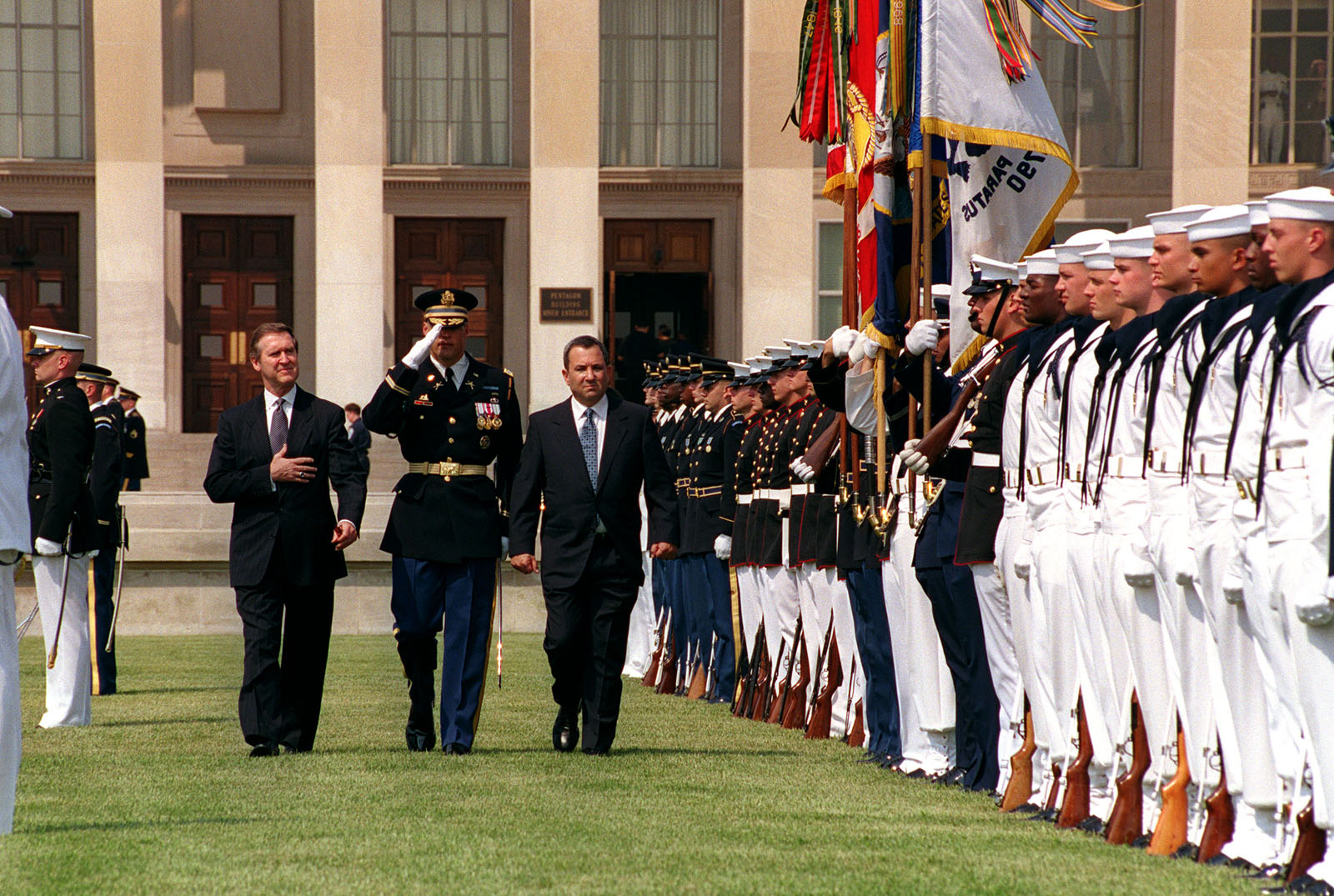
Wizyta Ehuda Baraka w Pentagonie (1999)

W 1999 Ehud Barak w wyborach parlamentarnych poprowadził do zwycięstwa blok partii lewicowych Jeden Izrael. Wybory były wielkim zwycięstwem lewicy, która jednak nie zdołała uzyskać samodzielnej większości w XV Knesecie. Wiele kontrowersji wywołała decyzja o utworzeniu koalicji z religijną partią Szas, która zgodziła się na warunki Baraka. Szas postawił warunek, że ich lider Arje Deri zajmie się przeprowadzeniem reformy antykorupcyjnej w izraelskich partiach politycznych. Kontrowersje rodziły się z faktu, że Arje Deri był skazanym za korupcję przestępcą. Było to o tyle dziwne, iż w czasie kampanii wyborczej Barak obiecywał, że po objęciu władzy skończy z „korupcyjnym” sponsorowaniem instytucji religijnych pod naciskiem partii religijnych pokroju Szas, pełniących najczęściej w stabilności koalicyjnych rządów rolę „języczka u wagi”. Wkrótce potem, na skutek oddania członkowi Szas stanowiska wiceministra edukacji, członkowie liberalnego ugrupowania Merec na znak protestu wyszli z rządu. Nie oznaczało to końca ustępstw na rzecz ortodoksów. Podczas kadencji Baraka weszło w życie tzw. prawo Tal, zwalniające ze służby wojskowej część religijnych mężczyzn i kobiet.
6 lipca 1999 Ehud Barak został zaprzysiężony na 10. premiera Izraela. W skład koalicji rządowej wchodziły: blok Jeden Izrael, Szas, Merec, Narodowa Partia Religijna, Zjednoczony Judaizm Tory i Jisra’el ba-Alijja. Barak poza funkcją premiera pełnił równocześnie obowiązki Ministra Obrony. Ministrem finansów był Awraham Szochat, a ministrem spraw zagranicznych Dawid Lewi.
Bardzo szybko pojawiły się trudności w utrzymaniu koalicji rządzącej. 5 września 1999 religijna partia Zjednoczony Judaizm Tory wystąpiła z koalicji na znak protestu przeciwko przeniesieniu turbiny przez przedsiębiorstwo energetyczne w szabat. Jeszcze większe kłopoty pojawiły się w marcu 2000, kiedy rzeczywiście koalicja rozpadła się, a wielu jej członków łamało dyscyplinę partyjnego głosowania w parlamencie. Przyczyną rozpadu koalicji było zmuszenie wicepremiera i ministra transportu Icchaka Mordechaja do ustąpienia z urzędów na skutek oskarżenia o przestępstwa na tle seksualnym. Pod koniec swojej kadencji Ehud Barak przygotowywał szereg ustaw mających na celu przeprowadzenie rozdzielenia państwa od synagogi, jednak z powodu braku wystarczającego poparcia politycznego, wycofał się z tych planów.
Ehud Barak zaangażował się również w proces pokojowy, dążąc do osiągnięcia porozumień pokojowych z arabskimi sąsiadami. 3 stycznia 2000 rozpoczął się maraton rozmów izraelsko-syryjskich w Shepherdstown. Na czele izraelskiej delegacji stał Barak, a na czele syryjskiej delegacji Faruk asz-Szara. W rozmowach uczestniczyli amerykański prezydent Bill Clinton i sekretarz stanu Madeleine Albright. Rozmowy zakończyły się niepowodzeniem 11 stycznia.

Ehud Barak (po lewej) z Billem Clintonem i Jasirem Arafatem

Impas w rozmowach z Syrią odbił się niekorzystnie na sytuacji w strefie bezpieczeństwa w południowym Libanie. Siły Obronne Izraela planowały zakończenie operacji wycofywania się ze strefy bezpieczeństwa na 6 lipca 2000. W tym momencie Armia Południowego Libanu miała stać się częścią libańskiej armii. W momencie załamania się rozmów izraelsko-syryjskich, dowództwo Armii Południowej Libanu uznało, że po wycofaniu się izraelskiej armii nie zdołają przetrwać w Libanie. Nastąpił więc rozpad tej armii, a jej żołnierze zaczęli masowo opuszczać swoje jednostki. Niektórzy z nich uciekali do Izraela. W takiej sytuacji Siły Obronne Izraela przyspieszyły wycofywanie z południowego Libanu, które ukończono 24 maja.
W lipcu 2000 Ehud Barak rozpoczął negocjacje z przewodniczącym Autonomii Palestyńskiej Jasirem Arafatem. Rozmowy prowadzono w Camp David, z udziałem amerykańskiego prezydenta Billa Clintona. Barak złożył Arafatowi propozycję zakończenia konfliktu izraelsko-palestyńskiego, idąc na największe ustępstwa w dziejach (m.in. uznając podział Jerozolimy na części żydowską i arabską, w której miałaby powstać stolica przyszłego państwa palestyńskiego). Arafat jednak odrzucił te propozycje. W konsekwencji, 28 września 2000 wybuchło palestyńskie powstanie intifada Al-Aksa. Wobec fiaska wysiłków pokojowych i rozpadu koalicji rządowej, Ehud Barak ogłosił 10 grudnia przyspieszone wybory. Swoje obowiązki pełnił do 7 marca 2001, kiedy to przegrał w bezpośrednie wybory premiera z liderem opozycyjnego Likudu, Arielem Szaronem. Po klęsce wyborczej Barak zrezygnował z funkcji przewodniczącego Partii Pracy i wycofał się z życia politycznego.

### Praca w biznesie
Po odejściu z polityki Ehud Barak zaangażował się w biznesie. Pracował jako doradca i partner kilku amerykańskich spółek zajmujących się między innymi sprawami bezpieczeństwa. Włączył się w rozwój jednego z funduszy inwestycyjnych, oraz był prezesem firmy SCP Gilat Satcom, która oferowała usługi komunikacyjne przy wykorzystaniu satelitów telekomunikacyjnych. Był także powiązany z amerykańską firmą informatyczną Electronic Data Systems (EDS) i Ofer Glazer, która próbowała wykorzystać łupki bitumiczne w Jordanii i na pustyni Negew.

### Powrót do polityki

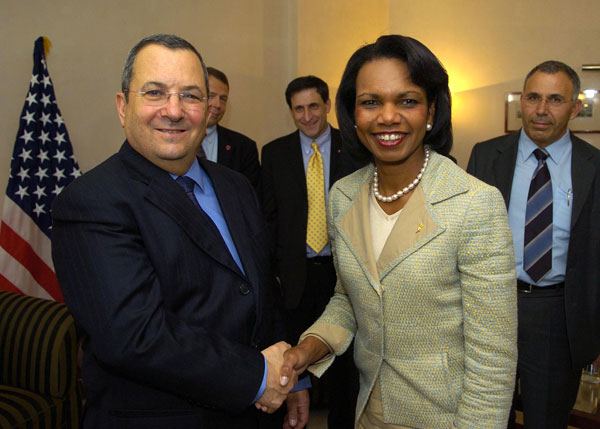
Ehud Barak (po lewej) i Condoleezza Rice

W dniu 5 listopada 2004 Ehud Barak ogłosił swój powrót do życia politycznego. W 2005 zgłosił chęć startu w wewnątrzpartyjnych wyborach na szefa Izraelskiej Partii Pracy w listopadzie. Jednakże z powodu niskich szans dawanych mu sondażach przedwyborczych wycofał się z planów kandydowania i poparł Szimona Peresa. Gdy ten ostatni przegrał na rzecz Amira Pereca i opuścił partię, Barak ogłosił, iż pozostanie w jej szeregach, pomimo nie najlepszych stosunków z nowym liderem. Zadeklarował także, iż nie będzie ubiegał się o miejsce w parlamencie.
12 czerwca 2007 zwyciężył w wewnątrzpartyjnych wyborach Izraelskiej Partii Pracy i został jej przewodniczącym. Jednocześnie został wicepremierem i ministrem obrony w rządzie Ehuda Olmerta, zastępując na tych stanowiskach byłego lidera ugrupowania, Amira Pereca. Po utworzeniu rządu Binjamina Netanjahu 31 marca 2009 ponownie otrzymał tekę ministra obrony. Został również wicepremierem.
W 2011 dokonał rozłamu w Partii Pracy i założył ugrupowanie Niepodległość (Azmaut).
26 czerwca 2019 roku zapowiedział, że utworzy nową partię i weźmie udział w kampanii do wrześniowych wyborów. Uznał, że Niebiesko-Biali nie mają siły, żeby zmobilizować elektorat przeciw Likudowi. Na konferencji prasowej towarzyszył mu m.in. Ja’ir Golan – były zastępca Szefa Sztabu Sił Obronnych Izraela. Nowa partia będzie się nazywać Demokratyczny Izrael. Pod koniec lipca ogłoszono, że ugrupowanie weszło w skład lewicowej koalicji wyborczej Obóz Demokratyczny współtworzonej przez Merec z nowym przewodniczącym Niccanem Horowicem oraz Ruch Zielonych pod przywództwem Setaw Szafir.

## Odznaczenia
Medal za Wybitną Służbę, 4 razy Medal Szefa Sztabu, Legion of Merit, Medal Departamentu Obrony za Wybitną Służbę Publiczną (2012).